# Вајпаху
Вајпаху (енгл. Waipahu) насељено је место за статистичке потребе у америчкој савезној држави Хаваји. По попису становништва из 2010. у њему је живело 38.216 становника.

## Демографија
Према попису становништва из 2010. у граду је живело 38.216 становника, што је 5.108 (15,4%) становника више него 2000. године.
| Група             | 2000.          | 2010.          |
| Белци             | 1.362 (4,1%)   | 1.098 (2,9%)   |
| Афроамериканци    | 308 (0,9%)     | 319 (0,8%)     |
| Азијати           | 21.774 (65,8%) | 25.628 (67,1%) |
| Хиспаноамериканци | 2.016 (6,1%)   | 2.229 (5,8%)   |
| Укупно            | 33.108         | 38.216         |